# Свети Илия (Алданци)
Вижте пояснителната страница за други значения на Свети Илия.
„Свети Илия“ (на македонска литературна норма: „Свети Илија“) е възрожденска православна църква в прилепското село Алданци, югозападната част на Северна Македония. Част е от Крушевско-Демирхисарската епархия на Македонската православна църква – Охридска архиепископия. Църквата е построена в XIX век. В 1869 година е няколко зографи, сред които видния зограф Николай Михайлов, изработват иконостаса на църквата. В църквата работи Стойче Станков.